# Anomalie, Pt. 1
Anomalie, Pt. 1 ist das siebte Studioalbum der deutschen Singer-Songwriterin Madeline Juno, das im Juni 2025 erschien.

## Entstehung und Artwork

### Entstehung
Alle Stücke des Albums wurden von Madeline Juno selbst, zusammen mit Joschka Bender und Wieland Stahnecker (Blinker), getextet und komponiert. Mit Ausnahme des Liedes Anomalie, stand dem Trio immer Wanja Bierbaum (Hardy X) beim Schreibbrozess zur Seite. Bei Anomalie wurde das Trio von Tom Ulrichs (Tom Thaler) unterstützt, der wiederum auch als Koautor, neben den anderen vier, bei den Liedern Butterfly Effect und Schlimmster Mensch der Welt agierte. Die beiden Koautoren Bender und Hardy X zeichneten zudem auch für die Produktion verantwortlich. Während Bender auch hier an der Produktion aller Lieder beteiligt war, ist Hardy X an allen Produktionen außer der zu Anomalie beteiligt gewesen. Bender war darüber hinaus alleine auch für den größten Teil der Abmischung zuständig, lediglich das Stück Hab ich dir je gesagt… wurde durch Yunus Cimen (Kingsize) abgemsicht. Das Mastering erfolgte durch HP Mastering Hamburg, unter der Leitung von Studiobetreiber Hans-Philipp Graf. Weitere Produktionsschritte erfolgten durch Martin Rott, der für Teile der Instrumentierung zuständig war, in dem er das Keyboard und Schlagzeug einspielte, oder auch bei Reservetank für das Arrangement der Streichinstrumente verantwortlich zeichnete.
Alle an der Produktion beteiligten Musiker arbeiteten bereits in der Vergangenheit mit Juno zusammen. Während der Berliner Musiker Bender bereits seit Beginn von Junos Karriere festes Mitglied ihrer Liveband ist und an diversen Produktionen, in verschiedenen Funktionen, beteiligt gewesen war, arbeitet der Koblenzer Musiker Blinker seit ihrem fünften Studioalbum Besser kann ich es nicht erklären (Januar 2022) regelmäßig mit ihr zusammen, wie auch Bender, als Autor, Studiomusiker sowie festes Mitglied ihrer Liveband. Hardy X, Rott und Thaler starteten die Zusammenarbeit mit Juno mit den Arbeiten an ihrem vorangegangenen Studioalbum Nur zu Besuch (Januar 2024), wobei der Österreicher Hardy X als Autor, Produzent und Studiomusiker von vier Titeln agierte, der Berliner Musiker Rott für die Instrumentierung von acht Titel zuständig war und der Hamburger Thaler beim Schreibprozess eines Titels beteiligt gewesen ist. Der in Deutschland wirkende, türkische Hip-Hop-Produzent, Cimen war bereits für die Abmischung von acht Titeln bei Besser kann ich es nicht erklären verantwortlich sowie für das Abmischen einiger Gastbeiträge Junos, so unter anderem bei Solange wir fahren (Februar 2022).

### Artwork
Auf dem Frontcover des Albums ist – neben Interpretenangabe und Liedtitel – Juno zu sehen. Es zeigt lediglich ihr Gesicht, mit Blick zur Kamera, während sie sich nach vorne beugt. Mit Ausnahme von Reservetank, fand das gleiche Coverbild auch bei allen vorangegangenen Singleauskopplungen Verwendung. Die Bild wurde vom Berliner Fotografen Jakob Marwein geschossen. Den physischen Albumausführungen liegt zudem ein vierseitiges Begleitheft bei, das neben den Liedtexten und Mitwirkenden, weitere Set-Fotografien von Ben Levien Wörmann beinhaltet.

## Veröffentlichung und Promotion

### Veröffentlichung
Die Erstveröffentlichung von Anomalie, Pt. 1 erfolgte am 13. Juni 2025 bei Embassy of Music. Das Album erschien zeitgleich als CD (Katalognummer: 770994) und LP (Katalognummer: 770995) sowie zum Download und Streaming; für den Vertrieb war Tonpool zuständig. Alle Lieder des Albums wurden durch Budde Music Publishing, Edition Indiekator und Universal Music Publishing verlegt. Darüber hinaus wurden neun der zehn Titel ebenfalls durch Edition Forest Fire verlegt, lediglich das Lied Liebe in Spiegelschrift wurde nicht durch diesen Musikverlag publiziert. Das Album besteht aus zehn neuen Studioaufnahmen und erschien in verschiedenen Variationen. Neben der regulären CD und LP erschien auch eine sogenannte „Splatter Vinyl“, die handsigniert wurde. Alle drei physischen Ausführungen gab es zudem auch nochmal in Deluxeversionen, denen ein T-Shirt beigelegt wurde.

### Promotion
Erstmals angekündigt wurden die Arbeiten zu Anomalie, Pt. 1, gemeinsam mit der Ankündigung der ersten Singleauskopplung Reservetank, von Juno über ihre sozialen Medien am 16. Januar 2025. Die Lieder Anomalie und Mediocre entstanden bereits Monate zuvor und waren schon Teil von Junos letzter Konzertreihe Tour zu Besuch im April 2024. Am 11. Februar 2025, kurz vor der Veröffentlichung der zweiten Single Anomalie, bestätigte Juno, dass das kommende Album ein Doppelalbum sei, welches den gleichen Titel tragen werde. Drei Tage später stand es zum Vorbestellen bereit. Zum Veröffentlichungszeitraum war Juno Teil der zwölften Staffel von Sing meinen Song – Das Tauschkonzert, wo sie von April bis Juni wöchentlich zu sehen war. Eineinhalb Wochen vor Erscheinen des Abends war ihr Themenabend, wobei sie selbst ihren bis dato unveröffentlichten Titel Mediocre präsentierte.

## Inhalt

### Titelliste und Stil
Alle Liedtexte des Albums sind in deutscher Sprache verfasst und stammen von Madeline Juno selbst, die die Stücke zusammen mit wechselnden Koautoren schrieb. Die Stücke Mediocre (englisch für „Mittelmäßig“) und Fuck Marry Kill (englisch für „Ficken, heiraten, töten“) verfügen über englischsprachige Titel, die Texte sind jedoch auf Deutsch. Die englischsprachige Titelbezeichnung „Butterfly Effect“ spielt auf die gleichnamige Chaostheorie an, während die Titelbezeichnung „Center Shock“ eine Anspielung auf die gleichnamige Kaugummi-Marke ist. Musikalisch bewegen sich die Lieder im Bereich der Popmusik, beinhalten aber auch Elemente aus dem House (Hab ich dir je gesagt…) oder Trap (Fuck Marry Kill).
Inhaltlich setzt sich Juno auf dem Album mit einer Vielzahl an Themen auseinander, darunter Erwartungsdruck und Versagensängste (Reservetank), anomalische Verhaltensweisen (Anomalie), zerbrochene Freundschaft (Hab ich dir je gesagt…), den Höhen und Tiefen einer Liebesbezigung (Fuck Marry Kill) oder auch Autonomie, Schuldgefühle und Selbstbewusstsein (Schlimmster Mensch der Welt).
| #  | Titel                       | Autor(en)                                                                      | Produzent(en)                  | Länge |
| -- | --------------------------- | ------------------------------------------------------------------------------ | ------------------------------ | ----- |
| 1  | Mediocre                    | Joschka Bender, Wanja Bierbaum, Madeline Juno, Wieland Stahnecker              | Joschka Bender, Wanja Bierbaum | 3:39  |
| 2  | Hab ich dir je gesagt…      | Joschka Bender, Wanja Bierbaum, Madeline Juno, Wieland Stahnecker              | Joschka Bender, Wanja Bierbaum | 2:46  |
| 3  | Center Shock                | Joschka Bender, Wanja Bierbaum, Madeline Juno, Wieland Stahnecker              | Joschka Bender, Wanja Bierbaum | 2:40  |
| 4  | Schlimmster Mensch der Welt | Joschka Bender, Wanja Bierbaum, Madeline Juno, Wieland Stahnecker, Tom Ulrichs | Joschka Bender, Wanja Bierbaum | 2:37  |
| 5  | Reservetank                 | Joschka Bender, Wanja Bierbaum, Madeline Juno, Wieland Stahnecker              | Joschka Bender, Wanja Bierbaum | 2:36  |
| 6  | Butterfly Effect            | Joschka Bender, Wanja Bierbaum, Madeline Juno, Wieland Stahnecker, Tom Ulrichs | Joschka Bender, Wanja Bierbaum | 3:00  |
| 7  | Liebe in Spiegelschrift     | Joschka Bender, Wanja Bierbaum, Madeline Juno, Wieland Stahnecker              | Joschka Bender, Wanja Bierbaum | 2:58  |
| 8  | Fuck Marry Kill             | Joschka Bender, Wanja Bierbaum, Madeline Juno, Wieland Stahnecker              | Joschka Bender, Wanja Bierbaum | 2:55  |
| 9  | Anomalie                    | Joschka Bender, Madeline Juno, Wieland Stahnecker, Tom Ulrichs                 | Joschka Bender                 | 2:32  |
| 10 | Vorsicht zerbrechlich       | Joschka Bender, Wanja Bierbaum, Madeline Juno, Wieland Stahnecker              | Joschka Bender, Wanja Bierbaum | 2:48  |

### Track-by-Track
Center Shock
In Center Shock besingt Juno die unbeschwerte Zeit als Jugendliche, wie sie dachte, dass in Zukunft das Leben doch eigentlich leichter werden würde („War mir doch so sicher, dieses Leben wird nur leichter“) und ihrem Drang danach, wie sehr sie sich die Zeit zurückwünsche („So unbeschwert wie damals? Und wie oft wünsch’ ich mich dahin zurück?“). Im Lied zählt sie darüber hinaus, neben dem Titelgeber „Center Shock“ (einem Kaugummi des italienisch-niederländischen Konzerns Perfetti Van Melle), diverse kulturelle Erinnerungen aus dieser Zeit auf, darunter Capri-Sonne, Collegeblöcke, iPods, Orbit-Kaugummis, Smirnoff Ice oder auch Twilight 2 sowie die Lieder Kids (MGMT) und I Kissed a Girl (Katy Perry).
Butterfly Effect
Bei dem sogenannten „Butterfly Effect“ handelt es sich um eine gleichnamige Chaostheorie, die im deutschen als Schmetterlingseffekt bekannt ist. Juno selbst beschrieb das Lied als „melancholisch-jedoch-positives-Geschwisterkind“ zu Reservetank. Sie beschreibe darin eine Reise durch ihr Leben. Das Lied sei eine Hommage an jede überstandene Kriese, jeden Tiefpunkt, jede Weggabelung und jeden Irrgarten, aus dem sie sich doch immer wieder heraus kämpfen konnte. Über ihre sozialen Kanäle gab Juno an, das Butterfly Effect ihr „absoluter Lieblingssong“ auf dem Album sei. In einem weiteren Beitrag gestand sie, das sie sich seit 2006 in diesem befinde.
Liebe in Spiegelschrift
Liebe in Spiegelschrift ist ein Lied in dem es darum geht, dass eine Person noch nicht über eine Trennung hinweg ist beziehungsweise diese noch nicht realisiert hat („Mein dummes Herz will nicht kapier’n, du kommst nie wieder mehr durch diese Tür“) und noch vor einem kommenden Liebeskummer steht („Mein dummes Herz wird noch explodier’n, bevor es das Schwerste der Welt akzeptiert“). Die Titelbezeichnung „Liebe in Spiegelschrift“ wird hierbei als Pseudonym und Umschreibung für das Vermissen einer Person verwendet („Man sagt, vermissen ist Liebe in Spiegelschrift“).
Vorsicht zerbrechlich
Vorsicht zerbrechlich ist ein Liebeslied, in dem sich eine Person trotz starker Selbstzweifel („Mich mehr zu seh’n, wie du mich siehst“) endlich bei jemanden angekommen fühlt („Lieg’ ich in dein’n Arm’n, wird das alles egal“). Das Lied handelt von der verletzlichen und zerbrechlichen Seite eines Menschen, welche nicht oberflächlich zu erkennen sind („Ich hab’ Gebrauchsspur’n, wo du sie nicht ahnst“). Diese ist durch negative Erfahrungen in der Vergangenheit geprägt („Bin seit damals einfach nicht mehr wie neu“), die man nicht sofort neuen Bekanntschaften anvertraut („Ich erzähl’ dir, was war, aber heute nicht“).

## Singleauskopplungen
Aus dem Album wurden vorab sechs Singles veröffentlicht, die fast alle als Einzeltracks zum Download und Streaming erschienen. Mit Ausnahme von Mediocre wurden alle Singleauskopplungen von einem Musikvideo begleitet, die alle unter der Regie von Jakob Marwein oder Ben Levien Wörmann entstanden sind. Kommerziell waren die Singles weniger erfolgreich, so konnte sich keine in den offiziellen Singlecharts platzieren. Mit Mediocre konnte sich lediglich eine Single in den iTunes-Tagesauswertungen platzieren (Rang 22). Darüber hinaus erschienen zwei Videoauskopplungen. Zunächst erschien am 24. Januar 2025 ein Musikvideo, unter der Regie von Marwein, zu Butterfly Effect; am Tag der Albumveröffentlichung folgte die Videoauskopplung zu Center Shock, die unter der Regie von Wörmann entstanden ist.
Reservetank
Reservetank erschien am 24. Januar 2025 als erste Singleauskopplung des Albums. Diese erschien als digitale 2-Track-Single zum Download und Streaming mit der B-Seite Butterfly Effect. Inhaltlich setzt sich das Lied mit Themen wie Erwartungsdruck und Versagensängste auseinander. Juno selbst beschrieb den Entstehungsprozess wie folgt: „Beim Schreiben dieses Songs habe ich versucht zu verarbeiten, wie sehr und oft ich im Laufe meines Lebens an meine Grenzen gekommen bin und das Gefühl hatte, an meiner Karriere mental kaputt zu gehen” […]  “Zwischen den Zeilen geht es um Ehrgeiz, meine Träume und den Willen, diese zu verfolgen, nicht aufgeben zu wollen, nicht loslassen zu können, sich steigern und immer besser werden zu wollen. Gute Leistung zu erbringen.”
Anomalie
Am 14. Februar 2025 erschien mit Anomalie die zweite Singleauskopplung aus dem Album. Das Lied bezieht sich auf die anomalische Verhaltensweise der Regelwidrigkeit und beschreibt einen Moment der Lebendigkeit („Ich war noch nie so im Ausnahmezustand“), des Übermuts („Riskier’ in einer Nacht paar Jahre Therapie“) und der Unbeschwertheit („Ich bin am lächeln, doch ich weiß nicht, ob man’s sieht“), in dem alles möglich und so anders als im „echten Leben“ sei. Juno selbst erklärt es mit den Worten: „Da steckt diese eine beste Nacht eines jeden Jahres drin, in der man komplett frei dreht und vergisst, wer man ist, was war und was sein wird.“ Das Lied wurde ursprünglich für Junos vorangegangenes Album Nur zu Besuch (Januar 2024) geschrieben. Sie selbst sagte dazu: „Mein Lieblingsüberbleibsel von Nur zu Besuch – manche würden vielleicht sagen: Anomalie, der verschollene Song des Vorgänger-Albums, der es nicht auf’s Album geschafft hat. Aber für mich und das Team war der Song einfach zu special und zu magisch, um auf einem thematisch und musikalisch doch so anderen Album wie Nur zu Besuch stattzufinden.“
Hab ich dir je gesagt…
Hab ich dir je gesagt… ist die dritte Singleauskopplung, die am 4. April 2025 veröffentlicht wurde. Inhaltlich geht es hierbei um eine zerbrochene Freundschaft („Lieb’s, wenn du da bist, wo ich dich gut sehen kann“), die keine wirkliche („Ich find’ ja, echte Freunde lügen sich nicht an“) war. Juno thematisiere das Gefühl von Enttäuschung („Hat dir niemand gesagt, dass ein Attentat auf mein Herz“) und den Wunsch nach Distanz („Ich mag dich deutlich lieber auf Distanz“), die nach einer solchen Erfahrung entstehen. Juno selbst, erklärte den Inhalt mit folgenden Worten: “Hab ich dir je gesagt… ist Teil meiner ‘Villain Era’. Inspiriert von einer Freundschaft, die am Ende keine war, war es witzig, in eine Rolle zu schlüpfen und mal ganz anders zu sein. Sich nicht zu entschuldigen und mal vom Verkopfen wegzukommen. Ich mag diese Version von mir, gerade weil sie noch nicht gelernt ist und ich wünschte, mehr so sein zu können. Ich mag den Bass im Song – auch weil er die Einsicht voraussetzt, dass nicht alle Menschen meine Zeit und Zuneigung verdient haben, besonders wenn sie sich dafür entscheiden, Scheiße zu bauen. Es ist der Song, den ich am liebsten im Auto anmache und sofort gute Laune kriege – no hate, no hard feelings. Just distance.”
Fuck Marry Kill
Fuck Marry Kill erschien am 2. Mai 2025 als vierte Single vorab aus dem Album. Das Stück ist ein Liebeslied, das die Höhen und Tiefen einer Beziehung widerspiegelt. In Zeilen wie „Brauchen kein’n Grund / Wir machen uns kaputt und dann wieder gesund“ zeichne Juno das Bild einer Beziehung, die sich scheinbar in bisher unbekanntem Terrain und teils nah am Abgrund bewege, aber genau darin eine besondere Form der Nähe finde. Es zeige die Ambivalenz zwischen Nähe und Distanz, Verletzlichkeit und Stärke. Juno selbst beschreib das Lied als eine „unbeschwerte Liebeserklärung“ an ihren Partner. Der Titel passe laut ihrer Aussage gut, weil sie immer noch erstaunt sei, wie leicht und locker Liebe sein könne, auch wenn sie die Kraft habe, alles zu vernichten, was gut sei. Wie immer bei ihr sei der Text eine überspitzte Version der Wahrheit, mit Formulierungen, bei denen sie beim Schreiben selbst oft kichern müsse. Im Kern gehe es um die große Liebe, die ihr so viel beigebracht, geschenkt und ihr Leben verändert habe. Die Liebe fühle sich erstmals so sicher an, dass sie tatsächlich auch einfach mal Witze über das Thema machen könne.
Schlimmster Mensch der Welt
Am 23. Mai 2025 erschien mit Schlimmster Mensch der Welt die fünfte Single des Albums. Diese handelt von Autonomie, Schuldgefühlen, Selbstbewusstsein, Selbstzweifeln sowie Unsicherheiten. Das Lied soll dazu aufrufen, auch mal „Nein“ zu sagen und sich nicht alles gefallen zu lassen. Juno selbst beschrieb das Lied als eine Hymne gegen ungesundes „People Pleasing“ (englisch für „Menschen gefallen“) und Teil von ihrer „Villain Era“ (englisch für „Schurken-Ära“). Weiter führte sie fort: „Immer nett, süß, hübsch und leise ist nicht mehr. So richtig böse am Ende aber auch nicht. Als ich den Song geschrieben habe, habe ich mich ein bisschen wie ein Schwerverbrecher gefühlt, als hätte ich tatsächlich Leichen im Keller, aber der Song ist natürlich ein Witz. Ein Schrei, den man auf einem riesigen Feld rauslässt, wo er niemanden stört. Ein harmloser, überspitzter aber auch kompromissloser Appell an mich und an alle unzufriedenen People Pleaser da draußen, einfach mal „nein“ zu sagen und das zu tun, was für einen selbst gerade das Beste ist.“
Mediocre
Mediocre erschien am 4. Juni 2025 als sechste und letzte Singleauskopplung aus dem Album. Hierin thematisiert Juno die Erwartungshaltungen, die an sie als Person von öffentlichem Interesse herangetragen werden, und die Selbstwahrnehmung, die diesen Erwartungshaltungen zum Teil entgegensteht. Das Hauptaugenmerk liegt dabei auf den Ängsten, welche sie in all den Jahren als Künstlerin begleiteten („Mein’n Höhepunkt hab’ ich erreicht, zumindest red’ ich mir das selber ein“), der Schwerpunkt liegt dabei auf der Angst vor der Mittelmäßigkeit („Vielleicht ist meinе beste Zeit schon lange over und alles, was ich bin, mediocre“). Wie Anomalie entstand das Lied schon zu den Arbeiten des vorangegangenen Albums Nur zu Besuch.

## Tour
Etwa fünf Monate nach der Veröffentlichung des Albums, zwischen dem 1. November 2025 und dem 3. März 2026, ist die Anomalie Pt. 1 Tour geplant, die zehnte Headliner-Tour für Juno. Die Tour soll 26 Konzerte umfassen und Juno mit ihrer Band durch Deutschland, Österreich und die Schweiz führen. Es wird damit die bislang größte Konzertreihe von Juno werden. Die bislang größte Tour war ihre DNA Tour, die von Oktober 2017 bis Juni 2018, 18 Konzerte umfasste. Angekünigt wurde die Tour im Februar 2025 mit zunächst 15 Konzerten in Deutschland.

## Mitwirkende
Albumproduktion
Liedproduktion
- Joschka Bender: Abmischung (Lieder: 1, 3–10), Komposition (Lieder: 1–10), Liedtext (Lieder: 1–10), Musikproduktion (Lieder: 1–10)
- Wanja Bierbaum (Hardy X): Komposition (Lieder: 1–8, 10), Liedtext (Lieder: 1–8, 10), Musikproduktion (Lieder: 1–8, 10)
- Yunus Cimen (Kingsize): Abmischung (Lied 2)
- Hans-Philipp Graf: Mastering (Lieder: 1–10)
- Madeline Juno: Gesang (Lieder: 1–10), Komposition (Lieder: 1–10), Liedtext (Lieder: 1–10)
- Martin Rott: Arrangement (Streichinstrumente) (Lied 5), Keyboard (Lieder: 1, 6–7, 10), Schlagzeug (Lieder: 1, 6–7, 10)
- Wieland Stahnecker (Blinker): Komposition (Lieder: 1–10), Liedtext (Lieder: 1–10)
- Tom Ulrichs (Tom Thaler): Komposition (Lieder: 4, 6, 9), Liedtext (Lieder:  4, 6, 9)

Visualisierung (Begleitheft/Cover)
- Jakob Marwein: Fotografie
- Vincent Vollersten: Kreativdirektion
- Ben Levien Wörmann: Set-Fotografie

Unternehmen
- Budde Music Publishing: Verlag (Lieder: 1–10)
- Edition Forest Fire: Verlag (Lieder: 1–6, 8–10)
- Edition Indiekator: Verlag (Lieder: 1–10)
- Embassy of Music: Musiklabel
- HP Mastering Hamburg: Tonstudio (Lieder: 1–10)
- Tonpool: Vertrieb
- Universal Music Publishing: Verlag (Lieder: 1–10)

## Rezensionen
Ullrich Maurer von Gaesteliste.de ist der Meinung, das Juno mit Anomalie, Pt. 1 inhaltlich und musikalisch neue Kapitel aufschlage, sich aber ihrem Stil treu bleibe. Besonders schön bringe die Sängerin das Thema mit Mediocre zum Ausdruck. Hier thematisiere sie Erwartungshaltungen und Selbstwahrnehmungen, die diesen Erwartungshaltungen zum Teil entgegenstehen würden. Dabei beruhe die Sache vielleicht auf einem Missverständnis: Bei den Gesprächen zu ihrem letzten Album Nur zu Besuch (Januar 2024) wurde sie etwa gefragt, wie sie denn ihre Musik künftig weiterzuentwickeln gedenke – da sie ja nicht ewig Jugendthemen mit ihrer Art von zeitgemäßem Indie-Pop bedienen könne. Das interpretierte sie allerdings so, dass man ihr vorwerfe, dass sie mit Anfang 30 ihre besten Jahre bereits hinter sich habe. In dem Lied bringe sie diesen Aspekt dann zum Ausdruck, indem sie ihre Wünsche und Erwartungen mit den Anforderungen ihres Jobs in Einklang zu bringen suche. Dabei komme sie zu dem Schluss, dass sie heute mit Zuversicht in die Zukunft blicken könne und sich nicht mehr darum scheren möchte, was andere von ihr denken mögen; schon gar nicht jene, die ihr Mittelmäßigkeit vorwerfen. In diesem Sinne ist dann das ganze Album eine Art „Anomalie“ im bisherigen Juno-Kosmos (der sich ja bislang eher um Herz- und Seelenschmerz-Themen drehte) – allerdings sei das eine Art von Anomalie, die künftig auch zu einem Normalzustand werden könnte. Auch musikalisch habe sie eine Antwort auf die bereits erwähnte Frage. Eingefasst werde das Album von Mediocre und Vorsicht zerbrechlich als Buchstützen, mit denen sich Juno auf ihre akustischen Singer-/Songwriter-Wurzeln beziehe. Dazwischen allerdings mache sich Juno frei von den bereits mehrfach erwähnten Erwartungshaltungen und experimentierten vor allen Dingen mit Klubelementen, Electronica und eleganten Dance-Grooves, allerdings überrasche doch die Konsequenz, mit der die Entwicklung nun vorangetrieben wurde. Die Indie-Pop- und R&B-Elemente sowie die Gitarrenarbeit der Vergangenheit wurden hierfür zwar zurückgefahren, was aber nicht unbedingt schlecht sei, denn der neue musikalische Stil sorge für frischen Wind, ohne dass deswegen etwa die Fans des „alten“ Klangdesigns verprellt würden. Die Balance zwischen Tradition und Moderne sei mit Anomalie, Pt. 1 besonders gut gelungen und überzeuge besonders in musikalischer Hinsicht durchgängig.

## Chartplatzierungen
Anomalie, Pt. 1 stieg am 20. Juni 2025 für eine Woche in die deutschen Albumcharts ein und belegte dabei Rang acht. Darüber hinaus erreichte das Album in der gleichen Chartwoche die Chartspitze der deutschen Popcharts sowie Rang drei der deutschen deutschsprachigen Albumcharts, wo es sich nur Den Umständen widersprechend (Takt32) und dem Spitzenreiter Traence (Souly) geschlagen geben musste.
Für Juno ist Anomalie, Pt. 1, nach Besser kann ich es nicht erklären (Januar 2022) und Nur zu Besuch (Januar 2024), das dritte Top-10-Album in Deutschland sowie insgesamt das siebte Chartalbum in ihrer Karriere.
| ChartsChartplatzierungen | Höchstplatzierung | Wochen |
| ------------------------ | ----------------- | ------ |
| Deutschland (GfK)        | 8 (1 Wo.)         | 1      |